# Volvo S90 (2016)
Volvo S90 — седан компании Volvo. Был представлен на Автосалоне в Детройте 11 января 2016 года. Автомобиль основан на новой платформе SPA. Также на этой платформе построен Volvo XC90 второго поколения. Цена на старте продаж в Швеции составит 329 000 SEK (крон), а цена V90 — 339 000 SEK.

## Характеристики

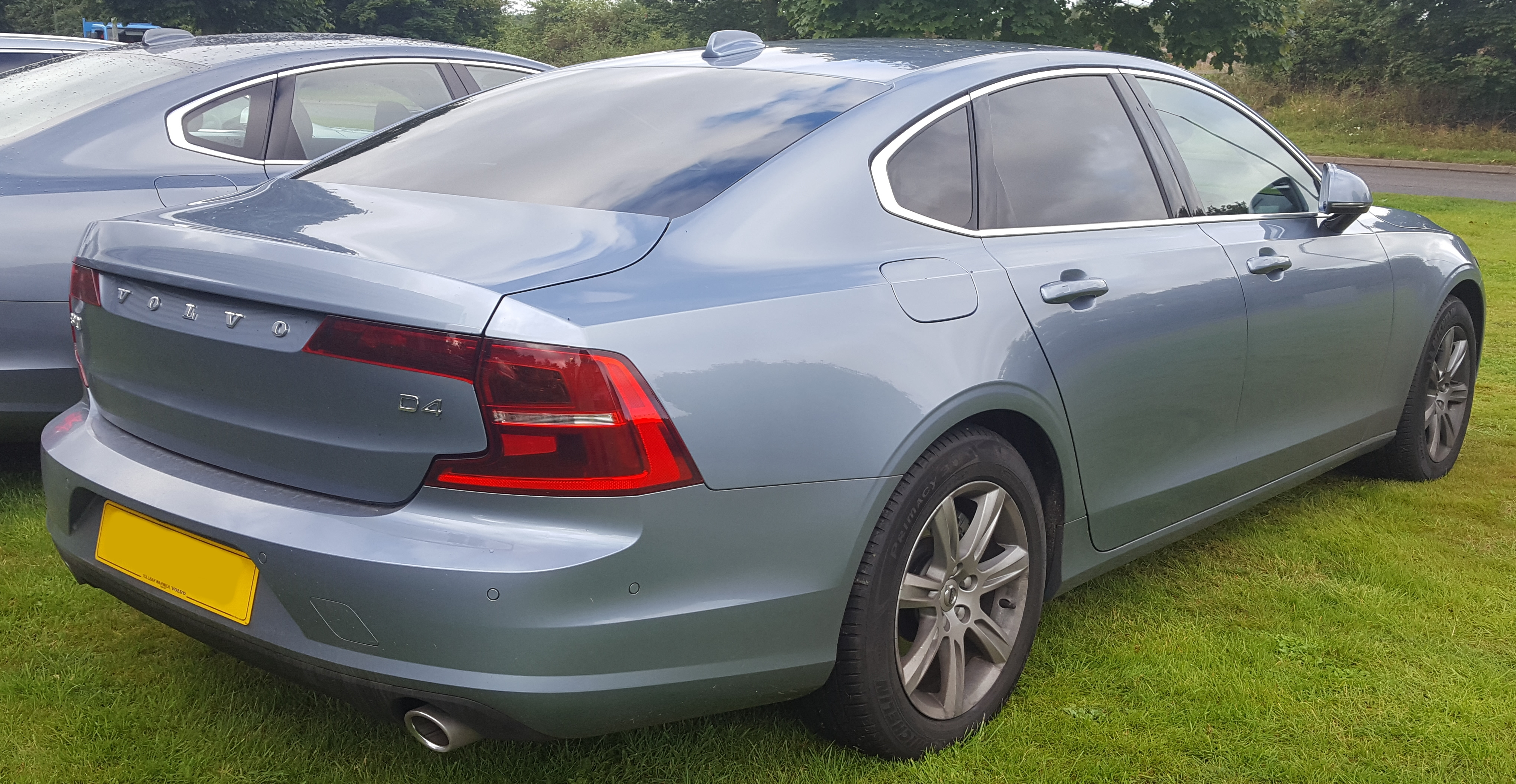
S90 сзади

По сравнению с S80 у S90 на 150 мм сдвинута вперёд передняя ось, а лобовое стекло на 200 мм назад. Автомобиль получил новые фары в стиле «молот Тора», а также изменённые задние фонари.
У S90 есть система Pilot Assist, позволяющая водителю некоторое время (умеренно долго) не управлять машиной. Эта система работает, если скорость автомобиля до 130 км/ч. Только Volvo S90 для этого нужна разметка (и, скорее всего, погода). Сама компания говорит, что S90 самый дорогой, самый «крутой» и высокотехнологичный Volvo.
S90 имеет несколько различных комплектаций, начиная от Momentum и заканчивая Inscription. В июле 2016 года стала доступна комплектация R-Design.

### Купе
S90 получит версию купе, которая будет представлена в 2020 году. Про техническую часть автомобиля ничего неизвестно. Купе основано на концепте 2013 года Volvo Coupe Concept. Автомобиль получит название C90.

### Удлинённая версия
Также автомобиль имеет версию с удлинённой колёсной базой специально для китайского рынка. Он называется Volvo S90L.

### Двигатели
Некоторые двигатели S90 получил от XC90. В 2017 году появились гибридные двигатели.
| Двигатель          | Мощность          | Крутящий момент | Объём    |
| ------------------ | ----------------- | --------------- | -------- |
| Дизельные          |                   |                 |          |
| D4                 | 190 л.с (140 кВт) | 400 н.м.        | 1969 см³ |
| D5 AWD             | 235 л.с (173 кВт) | 480 н.м.        | 1969 см³ |
| Бензиновые         |                   |                 |          |
| T5                 | 250 л.с (184 кВт) | 350 н.м.        | 1969 см³ |
| T6                 | 320 л.с (235 кВт) | 400 н.м.        | 1969 см³ |
| Гибридные          |                   |                 |          |
| T8 Twin Engine AWD | 407 л.с (299 кВт) | 680 н.м.        | 1969 см³ |

## V90

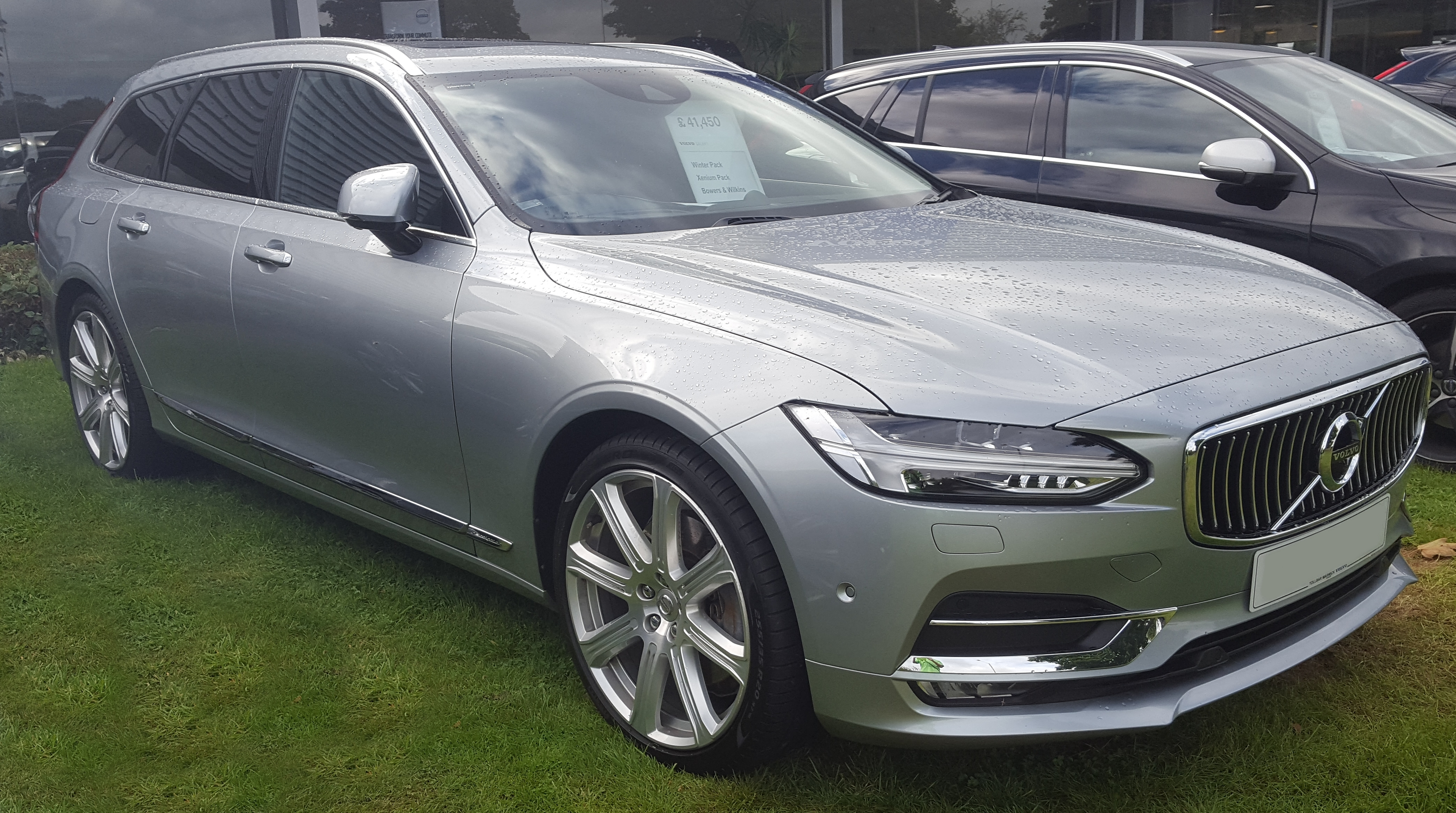
Volvo V90

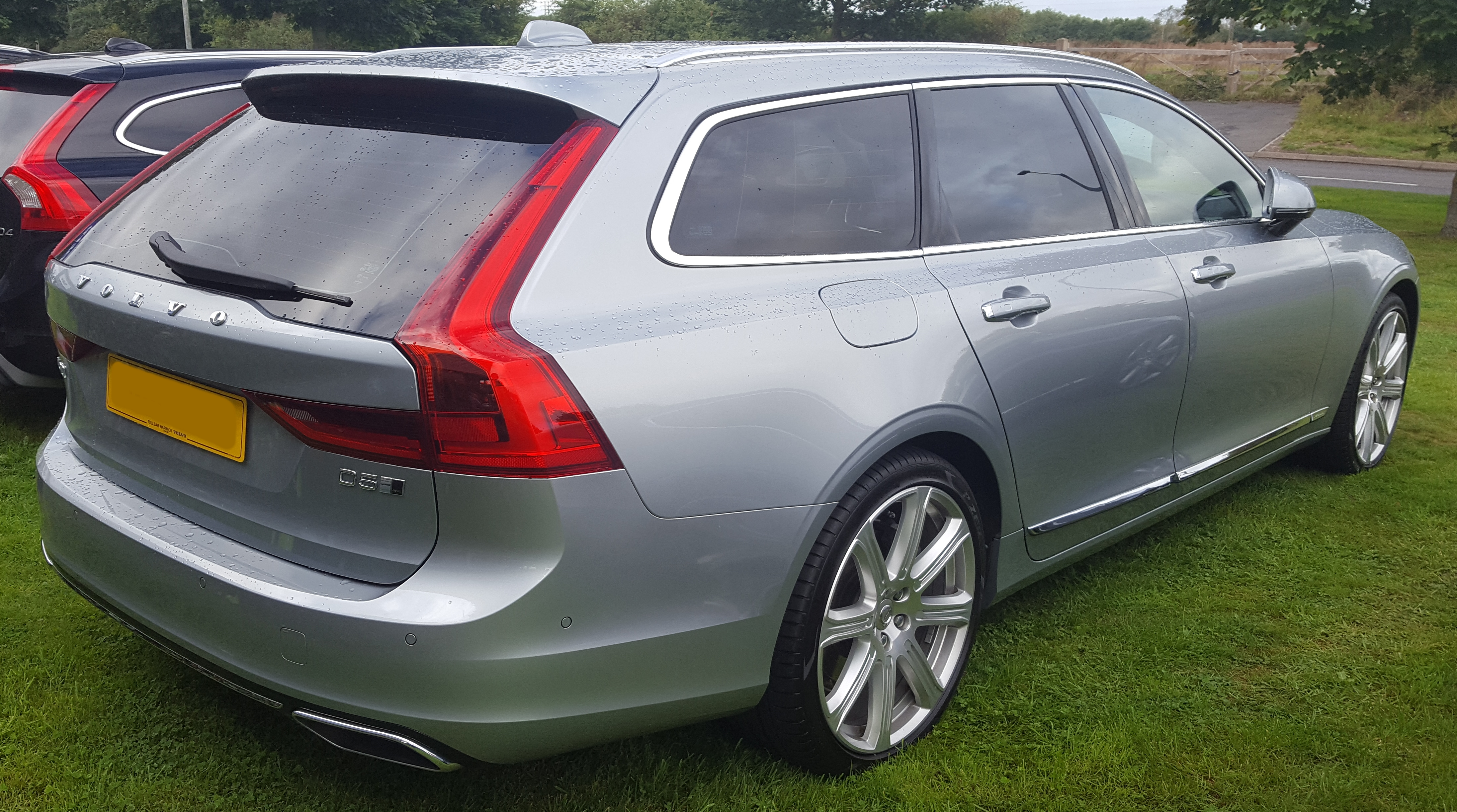
Volvo V90

У Volvo S90 есть версия универсал: Volvo V90, тоже на платформе SPA. У универсала точно такие же двигатели, которые приведены выше. V90 представлен на автосалоне в Женеве в марте 2016 года.
В 2017 году в продажи поступил Volvo V90 Cross Country. Автомобиль отличается наличием полного привода и повышенным клиренсом. 30 октября 2017 года представлена версия Ocean Race, приуроченная к Volvo Ocean Race 2017—2018.

## Награды
Volvo S90 выиграл награду Production Car Design 2015.
Самый безопасный автомобиль 2017 года (модели S90 и V90) по результатам Euro NCAP.

## Безопасность

### S90
| Euro NCAP                                                    | Euro NCAP | Euro NCAP | Euro NCAP             |
| ------------------------------------------------------------ | --------- | --------- | --------------------- |
| · общий рейтинг                                              |           |           |                       |
| 95%                                                          | 80%       | 76%       | 93%                   |
| взрослый пассажир                                            | ребёнок   | пешеход   | активная безопасность |
| Протестированная модель: Volvo S90 D4 'Momentum', LHD (2017) |           |           |                       |

### V90
| Euro NCAP                                                    | Euro NCAP | Euro NCAP | Euro NCAP             |
| ------------------------------------------------------------ | --------- | --------- | --------------------- |
| · общий рейтинг                                              |           |           |                       |
| 95%                                                          | 80%       | 76%       | 93%                   |
| взрослый пассажир                                            | ребёнок   | пешеход   | активная безопасность |
| Протестированная модель: Volvo S90 D4 'Momentum', LHD (2017) |           |           |                       |

## Продажи
| Год     | 2016  |
| Продано | 7,383 |